# 5-MeS-DMT
5-MeS-DMT（5-甲硫基-N,N-二甲基色胺）是一种含氮有机硫化合物，化学式C13H18N2S，能作为致幻剂，由亚历山大·舒尔金首次合成。